# Сандра Насич
Сандра Насич (на хърватски: Sandra Nasić) е вокалистка на Guano Apes. Тя е родена на 25 май 1976 г. в Германия от родители хървати. През 1994 г. се присъединява към Guano Apes, а освен вокал, тя пише и текстовете на песните. Има изумителен глас, който ѝ позволява да преминава от нежно пеене към мощни викове без затруднение. Има съвместни проекти с Apocalyptica и DJ Tommek.

## Солова кариера
След турнето на Guano Apes през 2005 г. в подкрепа на албума „Planet of the Apes“ Сандра обявява, че възнамерява да започне солова кариера. През 2007 г. издава дебютния си албум „The Signal“.

## Дискография
- Албуми с Guano Apes
  - Proud Like a God (1997)
  - Don't Give Me Names (2000)
  - Walking on a Thin Line (2003)
  - Live (2003)
  - Planet of the Apes (best of, 2004)
  - Lost (T)apes (2006)
- Apocalyptica
  - Cult (Path Vol.2) (2000)
- Соло албуми
  - The Signal (2007)